# Psammogorgia teres
Psammogorgia teres är en korallart som beskrevs av Addison Emery Verrill 1868. Psammogorgia teres ingår i släktet Psammogorgia och familjen Plexauridae. Inga underarter finns listade i Catalogue of Life.